# آنتونوف-۲۲۵

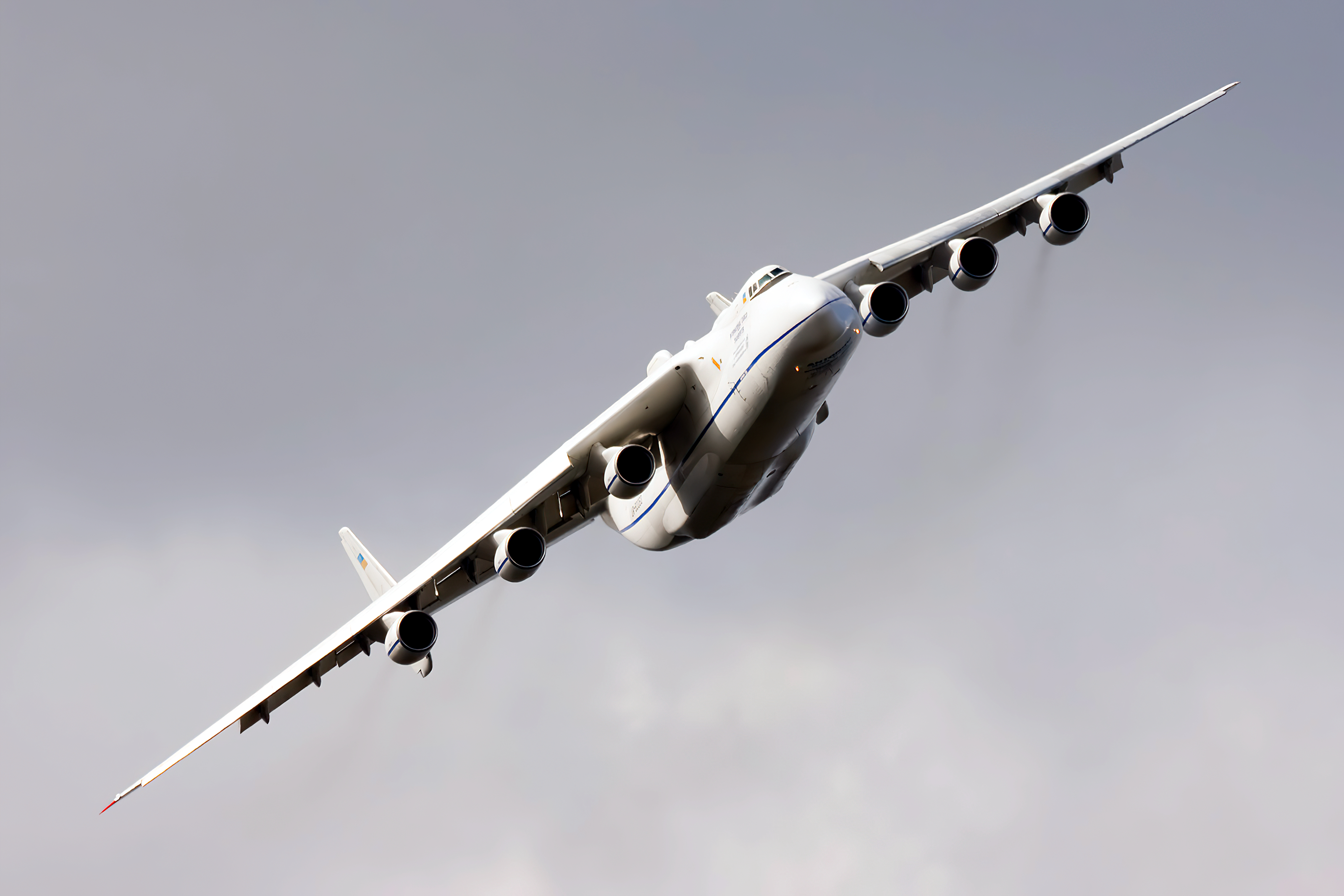
آنتونوف-۲۲۵ فرودگاه هاستومل اکراین.

آنتونوف ۲۲۵ مریا (به انگلیسی: Antonov An-225 Mriya) یک هواپیمای باری-ترابری طراحی شده توسط آنتونوف شوروی پیشین بود که پس ازفروپاشی اتحاد جماهیر شوروی تولید آن در اوکراین دنبال شده و در عین حال بزرگ‌ترین هواپیمای بال‌ثابت ساخته شده جهان بود. این هواپیما را می‌توان نسخه بزرگ شده هواپیمای آنتونوف-۱۲۴ دانست. 
 از این هواپیما تنها یک فروند ساخته شده بود.

## قابلیت‌های ویژه
آنتونف ۲۲۵ که شش خدمه پروازی دارد دارای ۶ موتور قدرتمند ساخت شرکت آنتونف اوکراین است این موتورها می‌توانند معادل ۱٫۵ میلیون نیوتون (۱۲۵۰۰۰ کیلوگرم) نیروی رانش ایجاد کنند آنتونف ۲۲۵ قابلیت حمل ۱۵۰۰ نفر نیرو را دارا می‌باشد که این در نوع خود بی‌نظیر می‌باشد. مخازن سوخت این هواپیما قابلیت سوختگیری به میزان ۲۸۰ تن را دارا می‌باشد و در حالت عادی در هر ساعت ۱۸ تن سوخت مصرف می‌کند و با بار قابلیت پرواز به میزان ۱۲ ساعت را دارا می‌باشد یکی از معایب این هواپیما ارتفاع خلبان با زمین در هنگام فرود یا پرواز است که تقریباً ۱۰ متر می‌باشد در خصوص وزن آن همین نکته کافیست که آنتونف ۲۲۵ وزنی معادل ۸ فروند بوئینگ ۷۳۷
دارد. طول این هواپیمای غول پیکر ۸۴ متر می‌باشد که با این طول می‌تواند بدنه یک بوئینگ ۷۳۷ را در خود جای دهد.
قابلیت دیگر این هواپیما حمل بار به صورت خارجی می‌باشد یعنی می‌توان با قراردادن قسمتی در روی بدنه هواپیما بارهای حجیم را نیز حمل نمود همان‌طور که در سال ۱۹۸۹ شاتل روسی بوران را حمل نمود. از بارگیری‌های مهم این هواپیما بعد از بازسازی می‌توان به بارگیری یک واگن قطار همراه با ریل به وزن ۱۰۹ تن، بارگیری ژنراتور و مولدهای برق و حمل ماشینها و وسایل و خدمه یک شرکت اتومبیل رانی را برای شرکت در مسابقات نام برد. در پایان قابل ذکر است این هواپیما قابلیت حمل بار تا ۲۵۰ تن را دارا می‌باشد.

## مشخصات هواپیما

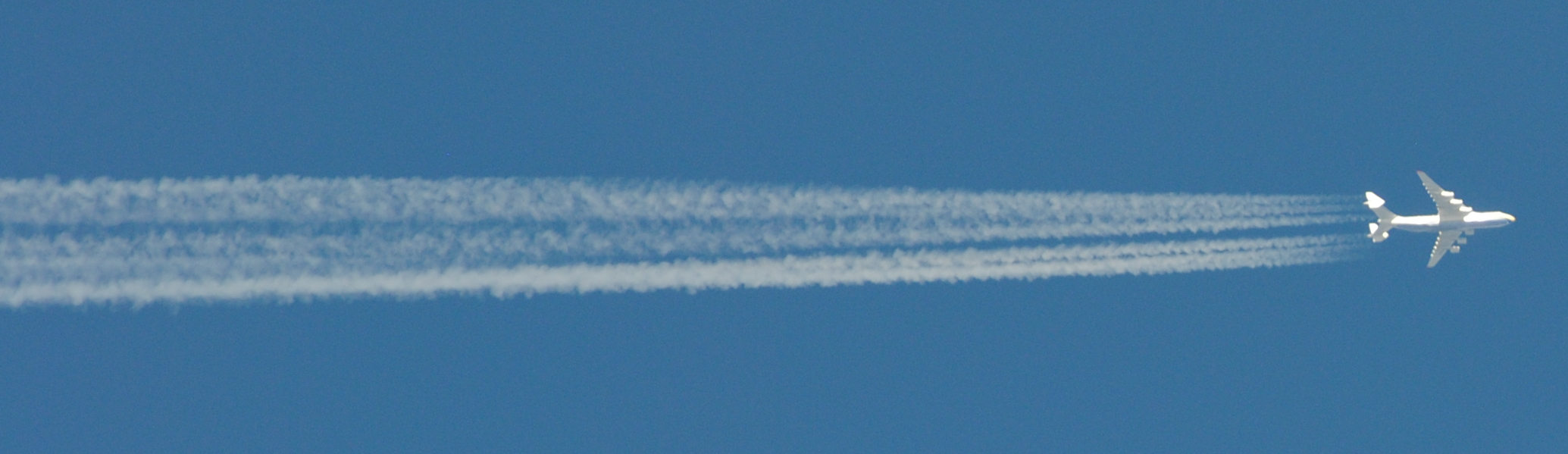

- بیشینه وزن هنگام برخاست: ششصد هزار کیلوگرم
- بیشینه وزن بار: دویست و پنجاه هزار کیلوگرم
- طول: ۸۴ متر
- دهانه بال: ۸۸٫۴۰ متر
- ارتفاع: ۱۸٫۱۰ متر
- خدمه: ۲ خلبان و ۴ خدمه پرواز
- پیشرانه: شش موتور توربوفن Lotarev D-۱۸T
- سرعت کروز: ۸۰۰ کیلومتر بر ساعت
- برد: ۱۵۴۰۰ کیلومتر

## انهدام در جریانحمله روسیه به اوکراین
بر پایه اخبار، هواپیمای آنتونوف-۲۲۵ مریا، آخرین پرواز خود را در ۵ فوریه ۲۰۲۲ انجام داده و در نهایت آخرین بار در فرودگاه هوستومل فرود آمده‌است. در طی نبرد فرودگاه هوستومل ابتدا اعلام شد که این فرودگاه آسیبی ندیده‌است اما پس ۳ روز ولادیمیر زلنسکی، رئیس‌جمهور اوکراین، اعلام کرد این هواپیما که در آشیانه مستقر بوده‌است، در یک بمباران هوایی منهدم شده‌است و سوخته‌است.

## دیگر مدل‌های آنتونوف
- آنتونوف-۷۴
- آنتونوف-۱۴۰
- آنتونوف-۱۲۴
- آنتونوف-۱۴۸